# Rose Hill Acres (Texas)
Rose Hill Acres es una ciudad ubicada en el condado de Hardin en el estado estadounidense de Texas. En el Censo de 2010 tenía una población de 441 habitantes y una densidad poblacional de 421,46 personas por km².

## Geografía
Rose Hill Acres se encuentra ubicada en las coordenadas 30°11′30″N 94°11′32″O / 30.19167, -94.19222. Según la Oficina del Censo de los Estados Unidos, Rose Hill Acres tiene una superficie total de 1.05 km², de la cual 1 km² corresponden a tierra firme y (3.96%) 0.04 km² es agua.

## Demografía
Según el censo de 2010, había 441 personas residiendo en Rose Hill Acres. La densidad de población era de 421,46 hab./km². De los 441 habitantes, Rose Hill Acres estaba compuesto por el 95.69% blancos, el 0% eran afroamericanos, el 0% eran amerindios, el 1.13% eran asiáticos, el 0% eran isleños del Pacífico, el 1.13% eran de otras razas y el 2.04% pertenecían a dos o más razas. Del total de la población el 4.99% eran hispanos o latinos de cualquier raza.